# Cerkev sv. Kancijana, Mirna Peč
Cerkev sv. Kancijana je župnijska cerkev Župnije Mirna Peč, ki stoji v starem delu Mirne Peči. Prva cerkev v Mirni Peči naj bi bila zgrajena v romanskem slogu a trdnih dokazov za to ni. Druga cerkev je prvič omenjena leta 1526, zgrajena pa naj bi bila v gotskem slogu, obdajalo pa jo je obzidje. Tretjo cerkev, ki stoji še danes, so zgradili leta 1915 po načrtih hrvaškega arhitekta Josipa Vancaša, ki je avtor sarajevske stolnice in več palač v Ljubljani (Mestna hranilnica, Hotel Union). Od stare cerkve je arhitekt ohranil le prezbiterij, ki je danes stranska kapela in zvonik, ostali del, ladja cerkve pa je bil porušen in na novo sezidan prečno na staro cerkev.
Cerkev je bila s prispevki vaščanov in občine povsem obnovljena leta 2007.
26. septembra 2021 je bil v njej posvečen v škofa novoimenovani novomeški škof Andrej Saje.

## Galerija
- Zvonik in streha s križi
- Notranjost cerkve
- Stranski oltar